# Autódromo José Carlos Pace

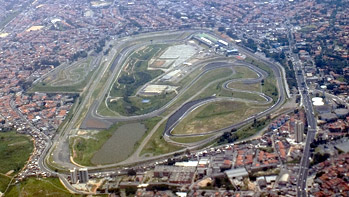
Autódromo José Carlos Pace

Autódromo José Carlos Pace is het semi-permanente racecircuit waarop sinds 1973 de Grand Prix van Brazilië verreden werd en later de Grand Prix van São Paulo. Gewoonlijk wordt het  Interlagos genoemd, naar de gelijknamige wijk van São Paulo waar het circuit ligt. De baan werd geopend in 1940 en in 1985 vernoemd naar de Braziliaan José Carlos Pace die hier in 1975 de Grand Prix won en twee jaar later verongelukte bij een vliegtuigcrash.
Omdat de baan in de jaren tachtig compleet verouderd was, werd de Grand Prix van 1981 tot en met 1989 niet hier gereden, maar op Jacarepagua in Rio de Janeiro. Nu nog steeds is Interlagos berucht omdat het veel hobbels heeft, waardoor de bodemplaten van sommige auto's het zwaar te verduren hebben. De lengte van de baan is 4,309 kilometer en er worden bij een Formule 1-wedstrijd 71 rondes gereden.

## Uitslagen Formule 1-wedstrijden
| Jaar | Winnaar              | Team     |
| ---- | -------------------- | -------- |
| 1973 | Emerson Fittipaldi   | Lotus    |
| 1974 | Emerson Fittipaldi   | McLaren  |
| 1975 | Carlos Pace          | Brabham  |
| 1976 | Niki Lauda           | Ferrari  |
| 1977 | Carlos Reutemann     | Ferrari  |
| 1979 | Jacques Laffite      | Ligier   |
| 1980 | René Arnoux          | Renault  |
| 1990 | Alain Prost          | Ferrari  |
| 1991 | Ayrton Senna         | McLaren  |
| 1992 | Nigel Mansell        | Williams |
| 1993 | Ayrton Senna         | McLaren  |
| 1994 | Michael Schumacher   | Benetton |
| 1995 | Michael Schumacher   | Benetton |
| 1996 | Damon Hill           | Williams |
| 1997 | Jacques Villeneuve   | Williams |
| 1998 | Mika Häkkinen        | McLaren  |
| 1999 | Mika Häkkinen        | McLaren  |
| 2000 | Michael Schumacher   | Ferrari  |
| 2001 | David Coulthard      | McLaren  |
| 2002 | Michael Schumacher   | Ferrari  |
| 2003 | Giancarlo Fisichella | Jordan   |
| 2004 | Juan Pablo Montoya   | Willams  |
| 2005 | Juan Pablo Montoya   | McLaren  |
| 2006 | Felipe Massa         | Ferrari  |
| 2007 | Kimi Räikkönen       | Ferrari  |
| 2008 | Felipe Massa         | Ferrari  |
| 2009 | Mark Webber          | Red Bull |
| 2010 | Sebastian Vettel     | Red Bull |
| 2011 | Mark Webber          | Red Bull |
| 2012 | Jenson Button        | McLaren  |
| 2013 | Sebastian Vettel     | Red Bull |
| 2014 | Nico Rosberg         | Mercedes |
| 2015 | Nico Rosberg         | Mercedes |
| 2016 | Lewis Hamilton       | Mercedes |
| 2017 | Sebastian Vettel     | Ferrari  |
| 2018 | Lewis Hamilton       | Mercedes |
| 2019 | Max Verstappen       | Red Bull |
| 2021 | Lewis Hamilton       | Mercedes |
| 2022 | George Russell       | Mercedes |
| 2023 | Max Verstappen       | Red Bull |
| 2024 | Max Verstappen       | Red Bull |